# أغار آدمسون
أغار آدمسون هو ضابط كندي، ولد في 25 ديسمبر 1865 في أوتاوا في كندا، وتوفي في 21 نوفمبر 1929 في لندن في المملكة المتحدة.